# Ekin Deligöz

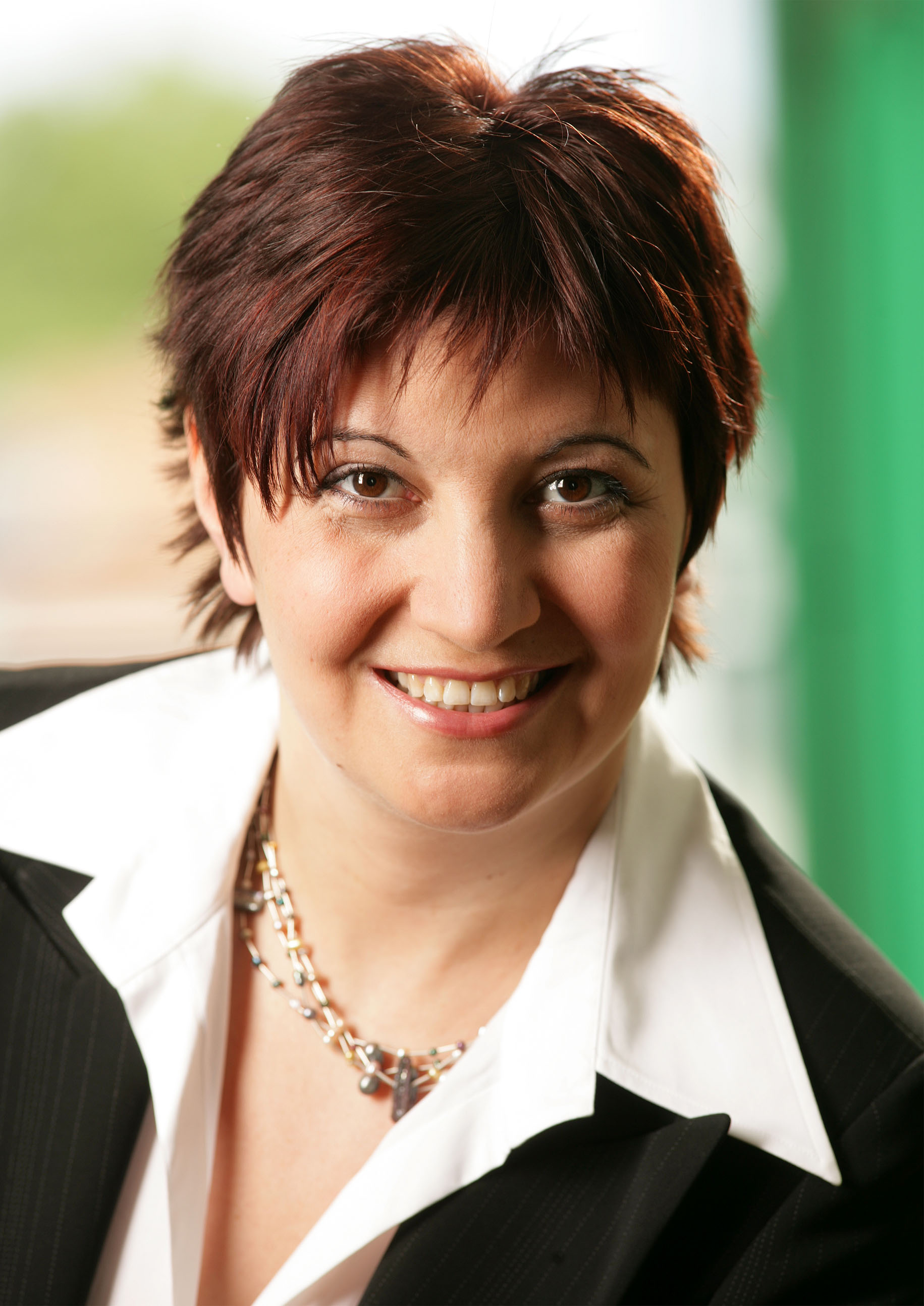
Ekin Deligöz in 2005

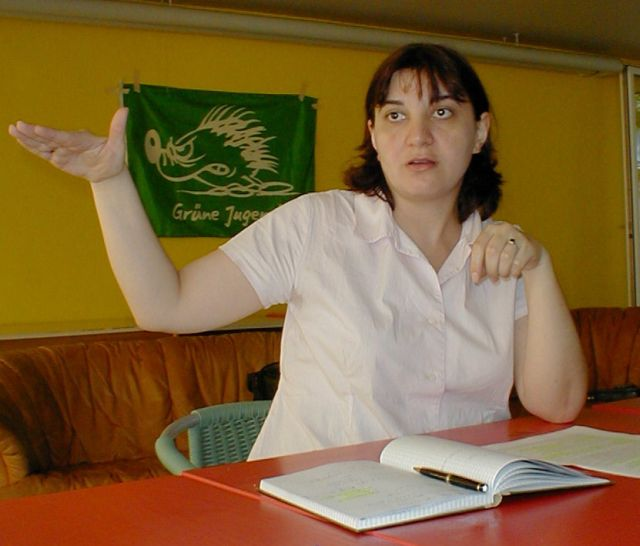
Ekin Deligöz omstreeks 2001

Ekin Deligöz (Tokat (Turkije), 21 april 1971) is een Duits parlementariër die uitkomt voor de partij Bündnis 90/Die Grünen (de Groenen).

## Biografie
Deligöz komt in september 1979 met haar familie naar Duitsland. In 1992 rondt ze in Weißenhorn haar eindexamen af, waarna ze in Konstanz en Wenen een opleiding bestuurskunde volgt, die ze in 1998 als gediplomeerd bestuurskundige weet af te ronden. Al in 1988 wordt Deligöz lid bij de Groenen, en in 1991 is ze mede-oprichter van de Beierse jongerentak van de partij. Vanaf 2002 is ze voorzitter van het districtsverband van de partij in Zwaben. Vanaf 2004 hoort ze ook tot de partijraad van de Groenen in Beieren.
Vanaf 1998 is Deligöz afgevaardigde van de Duitse Bondsdag. Ze was van 2002 tot 2005 parlementair woordvoerder van haar fractie. Sinds november 2005 is ze waarnemend voorzitter van de commissie voor familie, ouderen, vrouwen en jeugd, en lid van de commissie voor kinderbelangen. In haar eerste ambtsperiode was ze de eerste en enige moslima, thans is ze een van de vijf moslims in de Duitse bondsdag.
Sinds 1997 is Deligöz Duits staatsburger. Ze is getrouwd en heeft een kind.

## Oproep voor afzetten van hoofddoek
In oktober 2006 riep Deligöz samen met een groep van Duits-turkse vrouwelijke politici de in Duitsland wonende moslima's op om hun hoofddoek af te doen. Ze riep op om zich tegen het "teken van de vrouwenonderdrukking" te verzetten. Verschillende Turkse kranten zouden haar vervolgens bestempeld hebben als Turkse nazi, en een schande voor de mensheid. Na een reeks bedreigingen aan haar adres, werd er overgegaan tot persoonlijke bescherming van de parlementariër.
- Gemeinsame Normdatei: 121067688
- International Standard Name Identifier: 0000 0000 3340 0351
- Library of Congress Control Number: n2001090837
- Virtual International Authority File: 40225368
- WorldCat: E39PBJmhVMYV9D7dwxxFHXqJDq